# Cyrtodactylus phongnhakebangensis
Cyrtodactylus phongnhakebangensis es una especie de geco de la familia Gekkonidae. Fue descubierta y descrita por científicos alemanes en el parque nacional Phong Nha-Ke Bang (Vietnam) en 2003. Esta especie vive en zonas de piedra caliza y come insectos que caza en el suelo. Es endémica de la provincia de Quảng Bình, Vietnam.